# Carex melanocephala
Carex melanocephala är en halvgräsart som beskrevs av Porphir Kiril Nicolai Stepanowitsch Turczaninow. Carex melanocephala ingår i släktet starrar, och familjen halvgräs. Inga underarter finns listade i Catalogue of Life.